# 伊拉克利·阿拉薩尼亞
伊拉克利·阿拉薩尼亞（1973年12月21日— ）是一位喬治亞政治家。2006年9月11日至2008年12月4日期間，他曾經擔任喬治亞駐聯合國大使。在2012年至2014年期間，他曾經擔任喬治亞國防部長。他也是政黨我們的喬治亞-自由民主的創辦人。